# Ksenija Koprek
Ksenija Koprek (født 18. oktober 1983) er en kvindelig kroatisk professionel bokser. 
Cecillia Brækhus fra Norge havde sin debut som professionel bokser mod Koprek den 20. januar 2007, hvor Brækhus vandt på point. 